# Mordella novemmaculata
Mordella novemmaculata là một loài bọ cánh cứng trong họ Mordellidae. Loài này được Lea miêu tả khoa học năm 1902.